# 유거질
유거질(劉去疾, ? ~ 기원전 54년)은 전한 후기의 제후로, 노안왕의 손자이다.

## 생애
신작 2년(기원전 60년), 아버지 유임조의 뒤를 이어 난기후(蘭旗侯)에 봉해졌다.
난기절후 7년(기원전 54년)에 죽으니 시호를 절이라 하였고, 작위는 아들 유가가 이었다.

## 출전
- 반고, 《한서》 권15하 왕자후표 下

| 선대 아버지 난기경후 유임조 | 전한의 난기후 기원전 60년 ~ 기원전 54년 | 후대 아들 난기희후 유가 |